# Iomys
Az Iomys az emlősök (Mammalia) osztályának a rágcsálók (Rodentia) rendjébe, ezen belül a mókusfélék (Sciuridae) családjába tartozó nem.

## Rendszerezés
A nembe az alábbi 2 faj tartozik:
- Horsfield-repülőmókus (Iomys horsfieldii) Waterhouse, 1838 - típusfaj
- Mentawai-szigeteki repülőmókus (Iomys sipora) Chasen & Kloss, 1928